# Annette Schücking-Homeyer
Annette Gerhardine Louise Schücking-Homeyer (* 1. März 1920 in Dortmund; † 29. Dezember 2017) war eine deutsche Richterin und Frauenrechtlerin.

## Leben
Annette Schücking stammt aus der Familie Schücking und wurde als dritte Tochter von Lothar Engelbert Schücking und seiner zweiten Frau Ellen Louise geb. Hudoffsky geboren. Sie war die Nichte von Walther Schücking und von Levin Ludwig Schücking, Urenkelin von Levin Schücking und Ururenkelin von Paulus Modestus Schücking. Engelbert Schücking war ihr Bruder. Nachdem die Kanzlei des Vaters wegen angeblicher „kommunistischer Betätigung“ geschlossen werden musste, zog die Familie 1933 nach Sassenberg. Das Abitur legte sie in Warendorf ab und studierte ab 1938 in Münster Rechtswissenschaften. Das erste Staatsexamen legte sie 1941 beim Oberlandesgericht Hamm ab.
Während des Ostfeldzuges des Zweiten Weltkrieges arbeitete sie als Schwesternhelferin des Deutschen Roten Kreuzes im Soldatenheim Zwiahel (Ukraine) und im Kaukasus. Ihr Briefwechsel mit der Familie dokumentierte die Verbrechen an der jüdischen und sonstigen einheimischen Bevölkerung. Die Briefe zeigten ferner auf, dass im Deutschen Reich ein breites Bewusstsein über die Gräuel gegenüber den Juden, aber auch ein tiefes antislawisches Ressentiment bestand. Die Briefe Schückings betonen zudem eine Empörung über die willkürlichen Maßnahmen.
1947 legte sie das zweite Staatsexamen ab. Nach dem Zweiten Weltkrieg gründete Schücking in Dortmund 1948 gemeinsam mit weiteren Juristinnen den Deutschen Juristinnenbund. Im selben Jahr heiratete sie Helmut Homeyer und führte seitdem den Namen Homeyer. Zunächst war sie beim Oberversicherungsamt beschäftigt, von dort wechselte sie in das Ministerium der Justiz des Landes Nordrhein-Westfalen nach Düsseldorf. Schließlich kam sie 1952 an das Amtsgericht Duisburg. Durch den Präsidenten des Verwaltungsgerichts Düsseldorf 1953 wurde der Satz „Sie müssen doch wohl verstehen, dass ich bei zwei Bewerbern den Mann nehme“ bekannt, mit dem Schücking eine Planstelle verwehrt wurde. Stattdessen wurde sie zunächst Strafrichterin in Duisburg und wenig später Sozialrichterin in Düsseldorf. In den 1950er Jahren wurden ihre Kinder Jan (1956) und Anja (1958) geboren. Auf ihren Antrag wurde sie 1965 an das Sozialgericht Detmold versetzt.
1979 gründete sie mit ihrer Schwester Sibylle Schücking-Helfferich das Frauenhaus in Warendorf.
Mit der Pensionierung 1983 engagierte sich Annette Schücking-Homeyer weiter im sozialen Bereich. Ihre Initiative gegen Gewalt gegen Frauen mündete schließlich über einen Erlass des NRW-Justizministeriums im bundesdeutschen Gewaltschutzgesetz. 1988 erhielt sie das Bundesverdienstkreuz und 2003 den Verdienstorden des Landes Nordrhein-Westfalen.